# L'Homme en gris
Pour plus de détails, voir Fiche technique et Distribution.
L'Homme en gris (The Man in Grey) est un film britannique réalisé par Leslie Arliss, sorti en 1943.

## Synopsis
En 1943, une jeune femme faisant partie de la marine britannique et un pilote de la R.A.F. font connaissance lors de la vente des biens de la famille Rohan, dont le dernier membre mâle vient de trouver la mort à Dunkerque. Après que le pilote a tenu des propos calomnieux sur ladite famille, la jeune femme lui révèle que le dernier des Rohan était en fait son frère.
Retour dans l'Angleterre de 1830 : la riche et fragile Clarissa Richmond et son amie d'enfance, Hesther Shaw, issue d'un milieu pauvre, se séparent lorsque cette dernière décide de suivre un jeune officier. Clarissa, pour sa part, épouse un dandy libertin, le marquis de Rohan. Quelques années s'écoulent. Clarissa retrouve son amie, devenue actrice, et s'éprend discrètement de son partenaire, Peter Rokeby.

## Fiche technique
- Titre : L'Homme en gris
- Titre original : The Man in Grey
- Réalisation : Leslie Arliss
- Scénario : Leslie Arliss, Margaret Kennedy et Doreen Montgomery d'après le roman d'Eleanor Smith
- Musique : Cedric Mallabey
- Direction musicale et arrangements : Louis Levy
- Images : Arthur Crabtree
- Production : Edward Black pour Gainsborough Pictures
- Pays de production : Royaume-Uni
- Format : Noir et Blanc - 1,37:1
- Genre cinématographique : Drame
- Durée : 116 minutes
- Date de sortie : 23 août 1943

## Distribution
- Margaret Lockwood : Hesther Shaw
- Phyllis Calvert : Clarissa Richmond
- James Mason (VF : Michel Auclair) : Lord Rohan
- Stewart Granger : Swinton Rokeby
- Harry Scott : Toby
- Martita Hunt : Mlle Patchett
- Helen Haye : Lady Rohan
- Beatrice Varley : la bohémienne
- Raymond Lovell : le Prince Régent
- Nora Swinburne : Mme Fitzherbert
- Jane Gill-Davis : Lady Marr, marraine de Clarissa
- Amy Veness (non créditée) : Mme Armstrong

## Autour du film
- La scène finale dans laquelle Lord Rohan fouette sa femme avec une cravache est devenue anthologique.
- Ce film est la seconde collaboration entre James Mason et Stewart Granger qui s'étaient rencontrés sur le tournage du film Service secret (Secret Mission) réalisé par Harold French en 1942. Ils seront à nouveau de la même distribution et tourneront ensemble deux autres films : L'Homme fatal (Fanny by Gaslight) réalisé par Anthony Asquith en 1944 et Le Prisonnier de Zenda (The Prisoner of Zenda) réalisé par Richard Thorpe en 1952.